# Красилівська міська рада
Краси́лівська міська́ ра́да — орган місцевого самоврядування Красилівської міської громади у Хмельницькому районі Хмельницької області.

## Склад ради
Рада складається з 26 депутатів та голови.
- Міський голова: Островська Ніла Василівна
- Секретар ради: Морозович Ірина Володимирівна

### Керівний склад попередніх скликань
Примітка: таблиця складена за даними сайту Верховної Ради України

### Депутати
За результатами місцевих виборів 2020 року депутатами ради стали:

#### За суб'єктами висування
| Суб'єкт висування                      | Кількість обраних депутатів | %  |
| -------------------------------------- | --------------------------- | -- |
| Самовисування                          | 15                          | 58 |
| Європейська Солідарність               | 5                           | 18 |
| Всеукраїнське об'єднання «Батьківщина» | 3                           | 12 |
| За конкретні справи                    | 3                           | 12 |